# Glossaire de l'hydrologie
.
- Haut – A
- B
- C
- D
- E
- F
- G
- H
- I
- J
- K
- L
- M
- N
- O
- P
- Q
- R
- S
- T
- U
- V
- W
- X
- Y
- Z

## A
- Affluent : un affluent est un cours d'eau rejoignant un autre cours d'eau. Le Missouri est un affluent du Mississippi.
- Aggradation : l'aggradation est l'exhaussement du lit d'un cours d'eau par accumulation de sédiments.
- Anaclinal : un cours d'eau est dit anaclinal lorsqu'il coule dans le sens inverse du pendage des couches géologiques. S'il coule dans le même sens, il est dit cataclinal et s'il coule perpendiculairement, il est dit orthoclinal.
- Avulsion : une avulsion est une modification brutale du cours d'une rivière qui abandonne un chenal pour en prendre un autre à la suite d'une crue et d'un dépôt important d'alluvions[1].

## B
- Bassin : un cours d'eau est caractérisé par un bassin versant, c'est-à-dire l'aire géographique dans laquelle toute l'eau coule d'amont en aval dans le cours de ce cours d'eau et ses affluents. Il convient de faire la différence entre un bassin hydrologique et bassin hydrographique. En effet, le premier considère la ligne de partage des eaux comme limite du bassin, alors que le second considère les lignes de crêtes comme limites. Dans certaines zones, typiquement des régions karstiques comme le massif du Jura (France, Suisse et Allemagne), il arrive que les lignes de partage des eaux et les lignes de crêtes ne soient pas confondues, l'eau s'infiltrant au travers de la montagne pour en sortir sur l'autre versant.
- Bras mort : un bras mort est une portion du lit d'un cours d'eau où celui-ci ne coule plus.

## C
- Captage : le captage est le fait de collecter de l'eau (potable ou non) d'une source, d'une rivière ou d'une nappe souterraine, à des fins de consommation (captage d'eau potable), d'irrigation ou autre. Le terme désigne aussi le point du prélèvement.
- Capture : la capture d'un cours d'eau correspond au détournement de celui-ci par un autre plus actif.
- Cataclinal : un cours d'eau est dit cataclinal (ou conséquent) lorsqu'il suit le pendage des strates géologiques d'un bassin sédimentaire. Lorsqu'il coule en sens inverse du pendage, il est dit anaclinal et s'il coule perpendiculairement il se nomme orthoclinal. En géomorphologie, les cours d'eau cataclinaux ont tendance à s'orienter de manière orthoclinale au fil du temps.
- Confluent : le confluent est le lieu où un affluent rejoint le cours d'eau dont il est l'affluent. On parle de la confluence de deux cours d'eau : l'expression « point de confluence » est synonyme de confluent, et on parle de deux cours d'eau confluents (ou confluant, puisque le verbe confluer existe : « l'Allier conflue avec la Loire » = se jette dans la Loire)[2]. Mais aussi, inversement, « la Loire conflue avec l'Allier » = reçoit l'affluence de l'Allier.
- Cône de déjection : un cône de déjection est un amas de matière transportée par un torrent au débouché d'une vallée ou en contrebas d'un versant ; il a une forme triangulaire ou conique.

## D
- Débit : le débit d'un cours d'eau est la quantité d'eau coulant dans le lit par unité de temps. Selon les ordres de grandeurs, on peut utiliser le litre par seconde (l/s) ou le mètre cube par seconde (m3/s). Cette notion est à rapprocher de celle de module.
- Défluent : un défluent est un bras d'un cours d'eau qui s'en sépare sans le rejoindre en aval. Un delta comprend au moins deux défluents.
- Delta : un delta est une des formes d'embouchures d'un cours d'eau, caractérisée par sa division en deux ou plusieurs bras figurant un triangle.
- Distributaire : le distributaire est le cours d'eau principal qui reçoit la "contribution" à son débit du cours d'eau considéré comme "secondaire" et lui "payant tribut", soit le cours tributaire (ou encore son affluent). Au couple d'opposition « tributaire ⇒ distributaire » correspond donc à peu près le couple « affluent ⇒ effluent », si ce n'est qu'un fleuve peut être dit « tributaire » d'une mer, alors que l'expression « affluent de mer » est plutôt tombée en désuétude (voir : affluent).

## E
- Eau : L'eau est un corps chimique composé nécessaire à la vie (sous sa forme connue), et constitué de molécules de formule H2O, soit la liaison de deux atomes d'hydrogène avec un atome d'oxygène. Cette substance est abondante dans l'univers et dans le système solaire. Sur notre planète — et c'est, semble-t-il, une particularité[3] —  l'eau est omniprésente dans l'atmosphère, sur terre, sous terre, et sous ses trois états, solide (glace), liquide et gazeux (vapeur d'eau). L'eau sous toutes ses formes (surtout naturelles) est l'objet d'étude de l'hydrologie.
- Effluent : cours d'eau dans lequel se jette un affluent.
- Endoréisme : on parle d’endoréisme pour désigner les régions où les eaux d'écoulement ne rejoignent jamais la mer. Lorsque les eaux s'écoulent vers la mer, on parle d’exoréisme.
- Exsurgence : une exsurgence désigne l'émergence des seules infiltrations d'eaux de pluie, à la différence de la résurgence qui provient d'une ou plusieurs rivières dont le cours a connu, par une perte hydrologique, un tronçon souterrain. Parfois la résurgence est considérée comme une exsurgence particulière. De même que le puits artésien. En tout cas la plupart des sources sont des exsurgences dont l'eau provient d'un réseau karstique souterrain.

## F
- Fleuve : on désigne généralement par fleuve un cours d'eau rejoignant l'océan. Néanmoins, il existe plusieurs exceptions : l'Okavango dont le bassin est endoréique se finit dans un désert, le Rhin finit son cours dans un delta commun avec la Meuse et l'Escault.

## H
- Hydraulique : l'hydraulique est une technologie et une science appliquée de la mécanique des fluides, et étudiant les propriétés mécaniques des liquides dans un but d'ingénierie : transmission de puissance par l'utilisation de liquides sous pression, étude des comportements des fluides en espace contraint (débit dans des tuyaux, conception de barrages, pompes, etc.), ou en surface libre (canaux, rivières…).
- Hydrographie : l'hydrographie est la cartographie des eaux de la Terre, soit l'étude et la description des cours d'eau, de leurs réseaux, et des étendues d'eau, que cette eau soit liquide ou glaciaire, sur ou sous le sol. Le terme désigne aussi le relevé des fonds marins, fluviaux ou lacustre (profondeurs et courants), soit la topographie appliquée aux zones aquatiques, entre autres pour établir des cartes marines, ou cartographier les réseaux hydrogéologiques souterrains.
- Hydrologie : l'hydrologie est la science qui étudie tous les aspects du cycle de l'eau, c'est-à-dire l'ensemble des mouvements et des échanges qui se produisent entre toutes les formes de l'eau terrestre sous ses trois  états : solide, liquide ou gazeux, et ses trois localisations : atmosphérique (ou eau météorique), de surface, ou souterraine.
- Hydrologie régénérative : science de la régénération des cycles de l’eau douce par l’aménagement du territoire.
- Hydronymie : l'hydronymie est l'étude linguistique des noms propres des cours et des étendues d'eau ou hydronymes. Elle est parmi d'autres, avec la toponymie (étude des noms de lieux), une branche de l'onomastique (étude des noms propres).

## L
- Lame d'eau : la lame d'eau est une mesure d'écoulement des précipitations atmosphériques au sein du bassin versant d'un cours d'eau.
- Limnologie : la limnologie est la « science des eaux continentales », par opposition à l'océanographie.
- Lit : le lit est l'espace occupé par le cours d'eau, que ce soit en permanence ou occasionnellement. Le lit mineur est la partie comprise entre les deux rives, le lit majeur est l'espace sur lequel il s'étend lors de ses plus fortes crues. Certains cours d'eau sont dits à lit mobile car, sur certaines portions de leur cours, le lit n'est pas fixé et l'eau peut fréquemment changer de trajet dans l'espace du lit majeur, notamment après des épisodes de crue. C'est le cas notamment des cours d'eau en tresse.

## M
- Méandre : un méandre est une sinuosité très prononcée d'un cours d'eau.
- Mer : au sens large, la mer désigne toute l'étendue (en surface et volume) des eaux salées de surface qui recouvrent environ 70,8 % de la surface de la Terre. En ce sens générique, le mot mer est synonyme de l'Océan mondial unique. Au sens plus strict et hydronymique du terme, une mer désigne une étendue d'eau salée relativement grande (mais moins qu'un océan), le plus souvent connectée à l'océan mais généralement enclavée entre des masses terrestres ou simplement limitée par les bords du plateau continental. Les termes de « mer fermée » ou « mer intérieure » sont aussi utilisés pour désigner certains grands lacs salés comme la mer Caspienne, la mer Morte ou la mer d'Aral.
- Module : le module est la moyenne annuelle ou pluriannuelle du débit du cours d'eau. Elle considère le débit journalier moyenné sur 365 jours. Le module est souvent réalisé sur plusieurs années contiguës, idéalement plusieurs décennies.

## O
- Océan : un océan est une grande étendue d'eau salée comprise entre deux ou plusieurs continents. Selon le point de vue (historique, géographique, juridique, écologique, hydrologique, etc.), on distingue soit cinq océans : Pacifique, Atlantique, Indien, Arctique, Austral (anciennement océan Antarctique). Ou seulement trois, les océans Arctique et Austral étant alors répartis sur un ou plusieurs des trois autres. Ou enfin un seul, l'océan mondial (ou l'« Océan » tout court), puisqu'ils sont tous interconnectés, la masse des eaux salées entourant les terres émergées formant un continuum aux contours sinueux mais ininterrompu.
- Océanographie : l'océanographie est l'étude des mers et des océans, par opposition à la limnologie qui étudie les écosystèmes des eaux de surface des terres émergées.
- Orthoclinal : un cours d'eau est dit orthoclinal (ou subséquent) lorsqu'il coule perpendiculairement au sens du pendage des strates géologiques. Plus particulièrement, dans un relief de cuestas, cet adjectif désigne un cours d'eau qui longe le front de côte.

## P
- Perte hydrologique : une perte, en hydrologie, désigne à la fois « le lieu et le phénomène d'une disparition naturelle totale ou partielle d’un cours d’eau de surface permanent ou temporaire dans le sous-sol, par infiltration » ou dans une fissure, voire dans un gouffre[4]. Le cours d'eau peut « réapparaître ensuite, en formant une résurgence, après avoir effectué un trajet souterrain (exemple : la perte du Rhône, près de Bellegarde-sur-Valserine) »[5]. « En domaine karstique, le mot est synonyme de capture souterraine, [...] il constitue l'inverse de source »[4]. En toponymie, le mot s’emploie de préférence au pluriel : « les Pertes du Rhône »[6].

## R
- Résurgence : une résurgence désigne le retour en surface d'une rivière souterraine provenant d'un (ou de plusieurs) cours d'eau de surface distant(s), dont une partie ou la totalité s'est infiltrée dans le sous-sol par une ou plusieurs pertes.
- Rivière : une rivière est un cours d'eau naturel au débit moyen, qui reçoit des affluents et qui se jette dans une autre rivière ou dans un fleuve[7].
- Ruisseau : un ruisseau est un petit cours d'eau naturel peu profond, au débit faible à modéré (inférieur à 2 m³/s) et souvent irrégulier, alimenté par une ou plusieurs sources d'eaux naturelles, et sans affluent (ou drainant un petit bassin versant), le plus souvent tributaire d'un étang, d'un lac ou d'une rivière.

## S
- Source : la source d'un cours d'eau (ruisseau, rivière ou fleuve), est l'endroit où son eau sort naturellement du sol pour la première fois[8] (à la différence d'une résurgence), et se déverse à la surface[9]. Cette issue à l'air libre d'une eau souterraine et ses abords sont parfois aménagés par l'homme. La source ou « lieu d'émergence de l'eau emmagasinée dans une nappe aquifère souterraine »[10] est parfois aussi immergée dans une mare, un lac ou une mer : il s'agit alors d'exsurgence subaquatique.

## T
- Torrent : Un torrent est un cours d'eau élémentaire de montagne au débit irrégulier. Il peut être de taille très variable. En raison de la déclivité forte (en pourcentage de pente topographique ou en ratio de pente hydraulique) de son support, son écoulement gravitaire (ou courant) est puissant et tumultueux. Il donne souvent naissance à de l'« eau vive » à fortes turbulences et à des « rapides ».
- Tributaire : Un plan ou cours d'eau qui en alimente un autre. Ce mot, en hydrologie, est à peu près synonyme d'affluent, mais un fleuve peut être dit « tributaire » d'une mer, alors que l'expression « affluent d'une mer », qui se rencontre parfois, est plutôt tombée en désuétude [voir à ce sujet l'introduction et les notes 1 et 2 de l'article consacré au concept d'affluent].